# 曾根夏姬
曾根夏姬（日语：／ Sone Natsuki，1998年7月1日—），日本女子羽毛球運動員。青森縣出生，畢業於青森山田高校，其後加入優乃克羽毛球部。

## 簡歷
2018年2月，曾根夏姬出戰奧地利羽毛球公開賽，與保原彩夏合作拿得女子雙打亞軍。

## 主要比賽成績
只列出曾進入準決賽的國際賽事成績：
| 年份   | 賽事                     | 公開賽級別 | 項目     | 拍檔     | 成績   |
| ------ | ------------------------ | ---------- | -------- | -------- | ------ |
| 2016年 | 亞洲青年羽毛球錦標賽     | 其他       | 混合團體 | －       | 季軍   |
| 2016年 | 亞洲青年羽毛球錦標賽     | 其他       | 混合團體 | －       | 季軍   |
| 2016年 | 世界青年羽毛球錦標賽     | 其他       | 混合團體 | －       | 季軍   |
| 2018年 | 奧地利羽毛球公開賽       | 國際挑戰賽 | 女子雙打 | 保原彩夏 | 亞軍   |
| 2019年 | 奧地利羽毛球公開賽       | 國際挑戰賽 | 女子雙打 | 保原彩夏 | 準決賽 |
| 2019年 | 大阪羽毛球國際挑戰賽     | 國際挑戰賽 | 女子雙打 | 保原彩夏 | 冠軍   |
| 2019年 | 馬爾代夫羽毛球國際挑戰賽 | 國際挑戰賽 | 女子雙打 | 保原彩夏 | 冠軍   |
| 2025年 | 北馬里亞納羽毛球公開賽   | 國際挑戰賽 | 女子雙打 | 小松ゆい | 準決賽 |

| 2007-2017年 | 首要超級賽 | 超級賽 | 黃金大獎賽 | 大獎賽 | 國際挑戰賽 | 國際系列賽 | 未來系列賽 | 其他 |

| 2018-2026年 | 總決賽 | 超級1000賽 | 超級750賽 | 超級500賽 | 超級300賽 | 超級100賽 | 國際挑戰賽 | 國際系列賽 | 未來系列賽 | 其他 |